# Cerapachys indicus
Cerapachys indicus é uma espécie de formiga do gênero Cerapachys.